# Robert Pierre Sarrabère
Robert Pierre Sarrabère (* 30. August 1926 in Argagnon; † 11. Januar 2017) war ein französischer Geistlicher und römisch-katholischer Bischof von Aire und Dax.

## Leben
Robert Pierre Sarrabère empfing am 29. Juni 1950 die Priesterweihe.
Papst Paul VI. ernannte ihn am 7. November 1974 zum Koadjutorbischof von Aire und Dax sowie zum Titularbischof von Vassinassa. Der Bischof von Bayonne, Jean-Paul-Marie Vincent, spendete ihm am 5. Januar des nächsten Jahres die Bischofsweihe; Mitkonsekratoren waren Fernand-Pierre-Robert Bézac des Martinies, Bischof von Aire und Dax, und Roger Etchegaray, Erzbischof von Marseille. 
Mit der Emeritierung Fernand-Pierre-Robert Bézac des Martinies’ am 25. April 1978 folgte er ihm als Bischof von Aire und Dax nach.
Am 18. Juni 2002 nahm Papst Johannes Paul II. sein altersbedingtes Rücktrittsgesuch an. Vom 7. Januar bis zum 11. Mai 2007 war er während der Sedisvakanz Apostolischer Administrator von Montauban.